# Accenteur du Japon
Prunella rubida
Espèce
Statut de conservation UICN

 LC  : Préoccupation mineure
L'Accenteur  du Japon (Prunella rubida) est une espèce de petits oiseaux passereaux de la famille des Prunellidae.

## Répartition
Cet oiseau vit au Japon, à Sakhaline et le sud des Kouriles ; il hiverne à Kyushu et le-sud-est de Honshu.

## Habitat
Il habite les forêts tempérées.